# Upplands runinskrifter 310

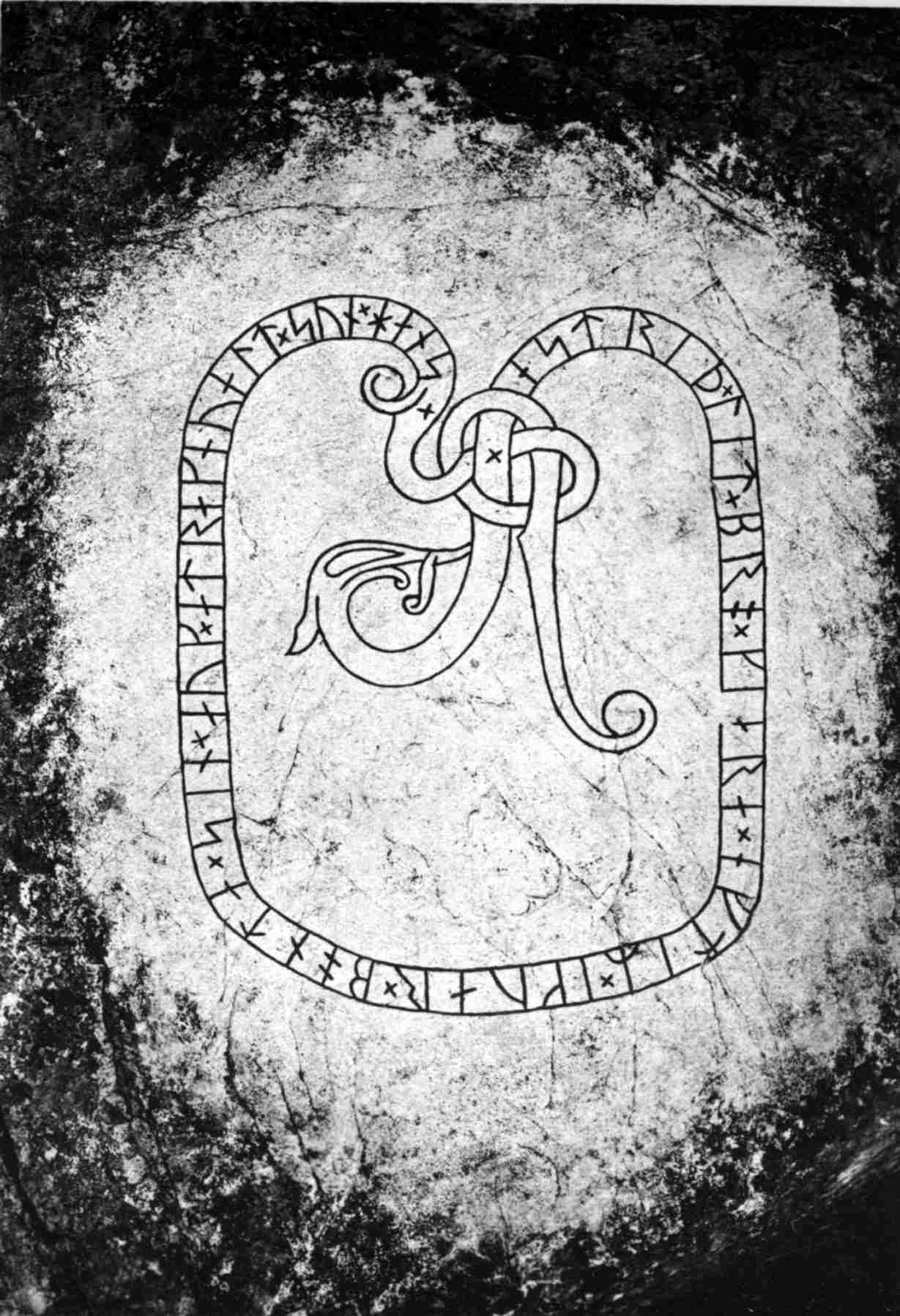

Upplands runinskrifter 310 är en vikingatida berghäll i Harg, Skånela socken och Sigtuna kommun. Runhöjden är 5-7 centimeter. Ristningsytan är cirka 1,1 gånger 0,9 meter. Ristningen är tydlig och väl bevarad. Den är utan tvivel gjord samtidigt som U 309 och av samma ristare. Ristningen räknas till Jarlabankestenarna.

## Inskriften
Translitterering av runraden:
× estriþ × lit × bro × kiara × eftiʀ × ikuar × bonta × sin × auk × at raknualt × sun × hans ×
Normalisering till runsvenska:
Æstrið let bro gæra æftiʀ Ingvar, bonda sinn, ok at ʀagnvald, sun hans.
Översättning till nusvenska:
Estrid lät göra bron efter Ingvar, sin man, och efter Ragnvald, hans son.